# Film d'avventura
Un film d'avventura è un genere di film che rispecchia un mondo eroico di battaglie e avventure. In questo genere tendono a dominare l'azione e i valori cavallereschi. Genere adottato in Italia come un modo di esaltare il suo passato storico, per essere successivamente utilizzato in altri paesi, ad esempio, in Russia per l'esaltazione della rivoluzione russa.
Sottogenere dei film d'avventura possono essere considerati i cosiddetti film di cappa e spada, storie in costume con combattimenti all'arma bianca, come la serie dei film tratti dalle opere di Alexandre Dumas e dall'omonimo figlio o anche avventure tipo La leggenda di Robin Hood (1938) con Errol Flynn. Successivamente titoli come I predatori dell'arca perduta (1981) diedero nuove innovazioni al genere negli anni ottanta, che ha avuto i suoi alti e bassi di interesse nel corso della storia del cinema.

## Caratteristiche generali
- Trattamento pseudodrammatico in conseguenza dei conflitti che sorgono.
- Tante scene d'azione: le battaglie, le persecuzioni, ecc.
- Personalità stereotipate e antitetiche (un eroe forte e coraggioso, un antagonista cattivo, spesso una damigella da salvare)

- I personaggi che lottano per un unico obiettivo: la ricerca di un tesoro, la soluzione di un mistero, il salvataggio di persone.
- Premessa: Il bene prevale sempre sul male.
- I protagonisti affrontano ostacoli e subiscono una trasformazione nel corso della storia.
- L'"azione-dramma" si verifica, solitamente, lontano dal quotidiano. Sempre in luoghi insoliti: foreste, deserti, galassie, e così via.
- Spesso l'azione è nel passato.

- Si dà più peso all'ambientazione, costumi ed effetti speciali che la trattano.
- L'azione nei film è rappresentata da imprese eroiche, come scalare le montagne, attraversare delle rapide, colpi di spada, colpi di cannone nei film che trattano temi di guerra e di pirateria, evasioni di prigione, lancio con le liane ecc.

Da notare che a differenza dei film del genere proprio d'azione, nei film d'avventura l'azione è aderente alla realtà.
Una caratteristica in crescita è la tendenza delle scene di lotta tra attori di essere filmate una alla volta davanti ad uno schermo blu o verde, in modo che esperti di effetti speciali possono combinare le diverse immagini piene di contorte acrobazie usufruendo della tecnologia CGI (Computer Generated Imagery). Ciò significa che i due attori non devono girare un'intera sequenza di combattimento come è stato fatto per gran parte della storia del cinema d'avventura e d'azione. Questo accoppiato con la grafica computerizzata, utilizzata per migliorare e modificare il film rende le acrobazie meno pericolose, richiede meno tempo e meno costi, e una nuova gamma di opzioni per il regista.

## Storia
I primi film d'avventura risalgono ai tempi del cinema muto durante gli anni venti e trenta. In questo periodo attori come Douglas Fairbanks ed Errol Flynn recitarono nei panni di numerose figure eroiche quali D'Artagnan, Zorro e Robin Hood. Il genere era definito "cappa e spada" dagli omonimi romanzi d'avventura.
Negli anni quaranta il timone venne passato a Tyrone Power, che interpretò la parte di diversi avventurieri in film storici e di guerra.
Negli anni cinquanta il genere divenne molto diffuso anche in Europa. Negli anni sessanta il genere d'avventura con la fusione dei film thriller gettò le basi dei film d'azione.
Steven Spielberg e George Lucas portarono sul grande schermo un nuovo personaggio, Indiana Jones, interpretato da Harrison Ford, a cominciare dal film I predatori dell'arca perduta (1981); anche se si trattava di un genere piuttosto ibrido del tipo avventura-azione.
Dal 1985 al 1992 una serie televisiva d'avventura molto famosa ad andare in onda fu MacGyver.
Il successo del Batman di Tim Burton del 1989 e rispettivi sequel, in un solo decennio, avevano dimostrato la fattibilità di un nuovo sottogenere di film d'azione e d'avventura, la visione del fumetto. Di fatto le attuali tendenze dei film di avventura (come anche i film d'azione) sono influenzate dai personaggi del fumetto come Pirati dei Caraibi e Il Signore degli Anelli, i quali hanno avuto un notevole successo commerciale al botteghino.